# ۵۸۵ (خورشیدی)
۵۸۵ پانصد و هشتاد و پنجمین سال هجری خورشیدی است.